# Ercole Rangoni
Ercole Rangoni (né à Bologne vers 1493, et mort à Rome le 25 août 1527) est un cardinal italien du XVIe siècle.

## Biographie
Après ses études à Modène, le jeune Ercole Rangoni entre en service du cardinal Giovanni de'Medici, le futur pape Léon X. Après l'emprisonnement du cardinal, Rangoni s'échappe à Modène, où il est reçu par la donna Bianca de Modène. Il est nommé protonotaire apostolique.
Rangoni est créé cardinal par le pape Léon X lors du consistoire du 1er juillet 1517. En 1519 il est élu évêque d'Adria et en 1520 il transféré au diocèse de Modène, où il gouverne avec des vicaires généraux. Rangoni est aussi abbé commendataire de S. Stefano à Bologne.
Le cardinal Rangoni participe au conclave de 1521-1522, lors duquel Adrien VI est élu, et au conclave de 1523 (élection de Clément VII). Pendant le Sac de Rome (1527), il se refugie au château Saint-Ange avec le pape Clément VII et il y meurt.